# 应用框架
应用框架（Application Framework）是一种软件框架，用于帮助开发者构建和实现特定类型的应用程序。通常，它提供了一组工具、库和最佳实践，用于帮助开发者编写更稳定、可维护和可扩展的代码。

## 特点
- 预定义的类和函数：大多数应用框架包括用于处理常见任务（例如图形渲染、数据库访问等）的预定义类和函数。
- 模块化和可重用：框架通常强调模块化和代码可重用性，以便开发者能够轻松集成或切换不同的组件。
- 最佳实践[1]：它们通常实施了特定领域或类型的应用开发的最佳实践，并在架构设计中考虑了性能、安全性和其他关键问题。

## 类型
- Web应用框架：如Django（Python）[2]、Spring（Java）[3]和Ruby on Rails（Ruby）等，专注于Web应用程序的开发。
- 移动应用框架：如React Native（JavaScript）、Flutter（Dart）[4]等，用于构建跨平台移动应用。
- 桌面应用框架：如Electron（JavaScript）、Qt（C++）等，帮助在桌面平台上开发应用。

## 使用
应用框架的使用通常开始于设置和安装阶段，随后通过阅读文档来理解其API和功能。开发者通常会利用框架提供的工具和库来构建、测试和部署自己的应用。

## 例子
- Django：一个用Python编写的开源Web开发框架，它强调可重用性和“不要重复自己”（DRY）的原则。[6]
- React Native：由Facebook开发的一个开源移动应用框架，允许开发者使用JavaScript和React来构建本地移动应用。